# Le Sserafim
Le Sserafim (/lə ˈsɛrəfɪm/ luu SERR-uh-fim; tiếng Hàn: 르세라핌; Romaja: Reu Serapim; tiếng Nhật: ル セラフィム; cách điệu: LE SSERAFIM) là một nhóm nhạc nữ thần tượng Hàn Quốc được thành lập và quản lý bởi Source Music, một công ty con của Hybe; bao gồm 5 thành viên: Sakura, Kim Chae-won, Huh Yun-jin, Kazuha và Hong Eun-chae. Đội hình ban đầu của LE SSERAFIM bao gồm 6 thành viên, tuy nhiên vào ngày 20 tháng 7 năm 2022, công ty quản lý thông báo thành viên Kim Ga-ram đã bị chấm dứt hợp đồng độc quyền và rời nhóm do cáo buộc bạo lực học đường. LE SSERAFIM chính thức ra mắt vào ngày 2 tháng 5 năm 2022 với đĩa mở rộng (EP) đầu tay Fearless.

## Tên gọi

Phép đảo chữ "I'm Fearless" thành "Le Sserafim"

Tên của nhóm, Le Sserafim, là phép đảo chữ của cụm từ "I'm Fearless" (tạm dịch: "Tôi không sợ hãi") với ý nghĩa "thể hiện sự tự tin của các cô gái khi bước ra thế giới". Thứ tự đảo các chữ cái được trực quan hóa bằng những đường kẻ và cách điệu thành logo của nhóm.

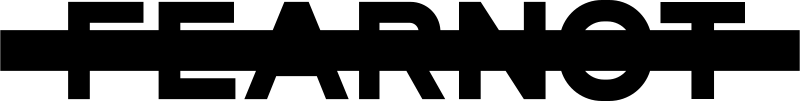
Logo của Fearnot

Ngày 8 tháng 8 năm 2022, Le Sserafim tung ra video logo motion và công bố tên cộng đồng người hâm mộ của mình là Fearnot (tạm dịch: "Đừng/Không sợ hãi"), được viết bằng hangul là 피어나 (RR: Pieona), đồng âm với từ "nở rộ" trong tiếng Hàn, mang ý nghĩa Le Sserafim, tiến về phía trước một cách không sợ hãi, và người hâm mộ, những người không lo sợ yêu thương và ủng hộ nhóm, sẽ cùng nhau nở rộ trong từng khoảnh khắc. Ngày 3 tháng 1 năm 2023, Source Music công bố màu sắc chính thức của Fearnot là màu Fearless Blue (  Pantone 7453C), màu sắc của những ngôi sao có nhiệt độ cao nhất, tượng trưng cho tinh thần khắc kỷ nhưng cũng đầy nhiệt huyết.

## Lịch sử

### Trước khi ra mắt
Năm 2011, Sakura gia nhập đội thực tập sinh thế hệ thứ nhất của nhóm nhạc nữ thần tượng Nhật Bản HKT48. Cô được nâng lên làm thành viên chính thức của HKT48 Team H vào năm 2012; luân chuyển sang HKT48 Team KIV và trở thành thành viên song song của AKB48 Team A vào năm 2014. Sau 10 năm hoạt động cùng với nhóm, Sakura chính thức tốt nghiệp vào ngày 27 tháng 6 năm 2021.
Năm 2018, Sakura, Kim Chae-won và Huh Yun-jin tham gia chương trình truyền hình thực tế sống còn Produce 48. Sakura đại diện cho HKT48, Kim Chae-won đại diện cho Woollim Entertainment, và Huh Yun-jin đại diện cho Pledis Entertainment. Với thứ hạng chung cuộc lần lượt là 2 và 10, Sakura và Kim Chae-won lọt vào đội hình ra mắt của nhóm nhạc nữ dự án IZ*ONE, và hoạt động cùng nhóm cho đến khi tan rã vào ngày 29 tháng 4 năm 2021. Huh Yun-jin xếp hạng 26 và bị loại ở tập 11.
Trước khi gia nhập Le Sserafim,  Kazuha là một vũ công ba lê chuyên nghiệp với vô số giải thưởng, và sau khi vượt qua buổi tuyển chọn, cô được nhà sáng lập của Big Hit Music Bang Si-hyuk chiêu mộ khi đang theo học tại Học viện Ba lê Quốc gia Amsterdam, Hà Lan. Kazuha cũng từng theo học tại Học viện Nghệ thuật vũ đạo Quốc gia Moskva ở Moskva, Nga và Trường Ba lê Hoàng gia ở Vương quốc Liên hiệp Anh và Bắc Ireland.
Hong Eun-chae từng là học viên của Def Dance Skool trong vòng hai năm. Cô cũng từng thử giọng cho JYP Entertainment và Pledis Entertainment trước khi thực tập tại Source Music vào năm 2021.

### 2022: Ra mắt vớiFEARLESS, Kim Ga-ram tạm ngừng hoạt động và rời nhóm, mini album thứ 2ANTIFRAGILE

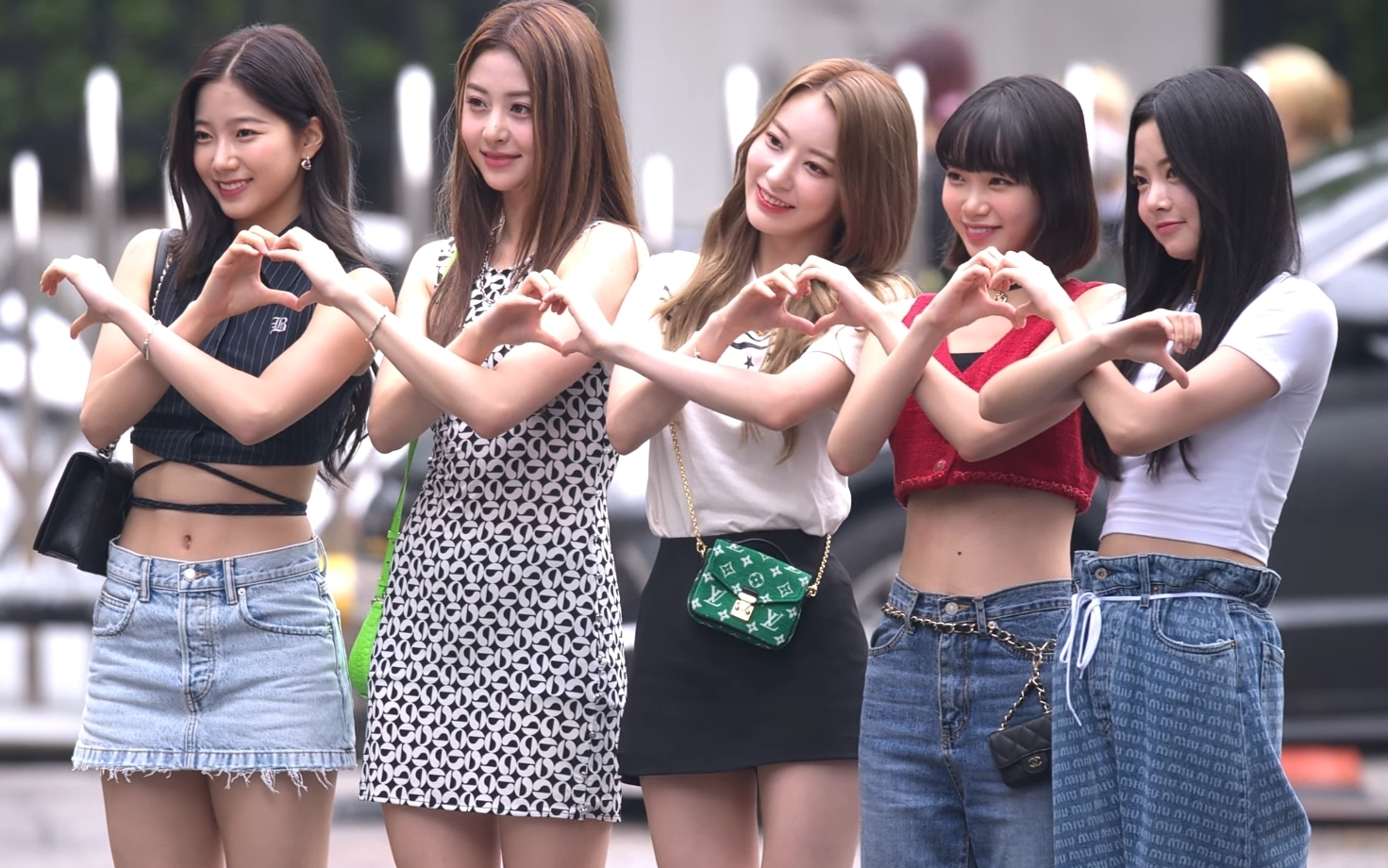
Le Sserafim vào tháng 6 năm 2022

Ngày 14 tháng 3 năm 2022, Source Music công bố việc thành lập một nhóm nhạc nữ mới, với Sakura và Kim Chae-won là những thành viên đầu tiên. Ngày 21 tháng 3, Hybe cho biết nhóm sẽ ra mắt công chúng vào tháng 5. Các thành viên của nhóm lần lượt được công bố thông qua chuỗi teaser "The First Moment of Le Sserafim" từ ngày 4 đến ngày 9 tháng 4 (theo thứ tự: Sakura, Kim Ga-ram, Hong Eun-chae, Kim Chae-won, Kazuha và Huh Yun-jin). Ngày 13 tháng 4, Source Music công bố rằng Le Sserafim sẽ phát hành mini-album đầu tay mang tên gọi Fearless vào ngày 2 tháng 5 năm 2022. Số đơn đặt trước của album đạt hơn 270.000 bản sau 7 ngày và tăng lên hơn 380.000 bản sau 16 ngày. Trong vòng một ngày từ khi được phát hành, Fearless đạt doanh số hơn 175.000 bản. Ngày 10 tháng 5 năm 2022, 8 ngày sau khi ra mắt công chúng, Le Sserafim giành được chiến thắng trên chương trình âm nhạc hàng tuần đầu tiên tại SBS M The Show.
Từ trước khi nhóm chính thức ra mắt khán giả, Kim Ga-ram đã trở thành chủ đề gây tranh cãi. Cô bị cáo buộc thực hiện các hành vi bạo lực học đường với các học sinh khác khi đang học trung học cơ sở, hút thuốc lá và uống rượu bia khi chưa đủ tuổi. Hybe Corporation chối bỏ các cáo buộc, cho rằng Kim Ga-ram là nạn nhân chứ không phải người thực hiện hành vi bạo lực. Công ty cũng nói rằng họ sẽ thực hiện các hành động pháp lý với những người lan truyền tin đồn sai lệch, và Kim Ga-ram sẽ không bị loại khỏi đội hình chính thức. Ngày 20 tháng 5 năm 2022, Hybe và Source Music cùng nhau đưa ra ý kiến về cáo buộc của Kim Ga-ram, thông báo cô sẽ tạm ngừng hoạt động cùng nhóm để đợi quá trình điều tra và Le Sserafim sẽ tiếp tục quảng bá với đội hình 5 thành viên. Ngày 20 tháng 7 năm 2022, Hybe Corporation và Source Music thông báo chấm dứt hợp đồng độc quyền với Kim Ga-ram, cô chính thức rời nhóm, Le Sserafim sẽ tiếp tục hoạt động với 5 thành viên.
Le Sserafim phát hành mini-album thứ hai Antifragile, vào ngày 17 tháng 10. Album là sản phẩm âm nhạc chính đầu tiên của nhóm với đội hình năm người sau khi Kim Ga-ram rời nhóm. Antifragile đạt thứ hạng cao nhất là 14 trên bảng xếp hạng Billboard 200, giúp Le Sserafim trở thành nhóm nhạc nữ K-pop lọt vào bảng xếp hạng này nhanh nhất. Ngày 24 tháng 11, Hybe phát hành bộ webtoon mang tên Crimson Heart, lấy cảm hứng từ thông điệp của nhóm là "tiến lên không sợ hãi" thông qua nền tảng Webtoon.

### 2023: Debut tại Nhật Bản vớiFEARLESS Jp, album phòng thu đầu tiênUNFORGIVENvà đĩa đơn Tiếng AnhPerfect Night
Vào ngày 25 tháng 1 năm 2023, Le Sserafim ra mắt tại Nhật Bản với đĩa đơn Fearless. Đĩa đơn bao gồm phiên bản tiếng Nhật của "Fearless" và "Blue Flame", cùng với bài hát gốc tiếng Nhật "Choices". "Choices" được chọn làm bài hát chủ đề cho bộ phim truyền hình Nhật Bản 3000 Yen: How to Enrich Life.
Vào ngày 16 tháng 3 năm 2023, Source Music thông báo rằng Le Sserafim sẽ trở lại vào đầu tháng 5. Ngày 3 tháng 4, nhóm công bố album phòng thu đầu tiên của họ Unforgiven, được phát hành vào ngày 1 tháng 5.
Vào ngày 12 tháng 10, Source Music thông báo rằng nhóm sẽ phát hành đĩa đơn tiếng Anh đầu tiên "Perfect Night" vào ngày 27 tháng 10, hợp tác với Blizzard Entertainment để quảng bá cho Overwatch 2.
Các sự kiện trong trò chơi bao gồm các vật phẩm trang trí và chế độ chơi theo chủ đề của nhóm, diễn ra từ ngày 1 tháng 11 đến ngày 20 tháng 11. Nhóm cũng biểu diễn tại BlizzCon vào ngày 4 tháng 11.
Ngày 19 tháng 11, nhóm phát hành bài hát "Dresscode", ca khúc chủ đề cho bộ phim truyền hình live action Nhật Bản chuyển thể từ bộ manga Sexy Tanaka-san.

### 2024: Trở lại với mini album thứ 3EASY, lần đầu vào Billboard Hot 100 và tham dự lễ hội âm nhạc Coachella, mini album thứ 4CRAZY
Vào ngày 22 tháng 1 năm 2024, Le Sserafim được xác nhận sẽ phát hành mini-album thứ ba của nhóm Easy, vào ngày 19 tháng 2. 
Album ra mắt ở vị trí thứ 8 trên Billboard 200, đồng thời với đĩa mở rộng With YOU-th của Twice ở vị trí thứ 1, đánh dấu tuần đầu tiên có hai nhóm nhạc nữ K-pop cùng xuất hiện trong top 10. Ca khúc chủ đề Easy ra mắt ở vị trí thứ 99 trên Billboard Hot 100, trở thành bài hát đầu tiên của nhóm lọt vào bảng xếp hạng này. 
Phiên bản tiếng Anh của ca khúc chủ đề và bài hát b-side "Smart" lần lượt được phát hành vào ngày 23 tháng 2 và 22 tháng 3. 
Vào tháng 4 năm 2024, nhóm đã biểu diễn tại Coachella cùng với Nile Rodgers, nơi họ trình diễn ca khúc mới mang tên "1-800-Hot-N-Fun". 
Cuối tháng 6 năm 2024, nhóm xác nhận sẽ comeback vào tháng 8 năm 2024. 
Vào ngày 10 tháng 7, bảo tàng âm nhạc Grammy Museum tại Los Angeles, California thông báo rằng một triển lãm đặc biệt về K-pop sẽ diễn ra vào tháng 8 năm 2024, trưng bày các phụ kiện và trang phục biểu diễn của các nghệ sĩ trực thuộc Hybe, bao gồm illit, Le Sserafim, Fromis 9, và BTS. 
Vào ngày 5 tháng 8, Le Sserafim thông báo sẽ phát hành mini album thứ tư mang tên Crazy vào ngày 30 tháng 8. Phiên bản tiếng Anh và các bản phối khác nhau của bài hát chủ đề cùng tên, bao gồm sự hợp tác với nghệ sĩ người Mỹ Dashaun Wesley, được phát hành vào ngày 2 tháng 9. Vào ngày 4 tháng 9, một phiên bản remix của bài hát chủ đề có sự góp mặt của ca sĩ người Anh PinkPantheress được phát hành, tiếp theo đó là một bản phối với nhà sản xuất người Pháp David Guetta vào ngày 9 tháng 9.
Vào ngày 11 tháng 9, Le Sserafim biểu diễn "Crazy" và "1-800-Hot-N-Fun" tại MTV Video Music Awards lần đầu tiên và giành giải "PUSH Performance of the Year" với bài hát "Easy".
Tháng 10, Le Sserafim thông báo đĩa đơn tiếng Nhật thứ ba mang tên "Crazy" sẽ phát hành vào ngày 11 tháng 12. Vào ngày 10 tháng 11, nhóm lần đầu xuất hiện tại MTV Europe Music Awards với màn trình diễn "Chasing Lightning" và "Crazy". Họ được đề cử ba giải thưởng: Best Push, Best New và Best K-pop; và giành giải Best Push.
Ngày 12 tháng 11, nhóm phát hành ca khúc "Star Signs" - vừa là bài hát phát hành trước của đĩa đơn tiếng Nhật "Crazy" sắp ra mắt, vừa là bài hát chiến dịch quảng cáo cho thương hiệu Nhật Bản Lumine.

### 2025-hiện tại: Trở lại với mini album thứ 5HOT, chuyến lưu diễn thế giới đầu tiên 'EASY CRAZY HOT'
Ngày 17 tháng 2 năm 2025 sau 6 tháng kể từ mini album thứ tư Crazy, Le Sserafim thông báo sẽ phát hành mini album thứ năm Hot vào ngày 14 tháng 3. Phiên bản tiếng Anh và các bản phối khác cho ca khúc chủ đề cùng tên đã được phát hành vào ngày 17 tháng 3.
Ngày 28 tháng 2, nhóm tiếp tục công bố chuyến lưu diễn thế giới đầu tiên "Easy Crazy Hot", khởi động tại Incheon vào ngày 19 và 20 tháng 4.

## Các hoạt động thương mại và thiện nguyện

### Hợp đồng quảng bá
Vào tháng 3 năm 2023, Le Sserafim được công bố là người mẫu đại diện cho Vita 500 Zero.
Vào tháng 5, nhóm trở thành người mẫu đại diện cho Goobne.
Ngày 13 tháng 10, thương hiệu thời trang xa xỉ của Pháp Louis Vuitton thông báo Le Sserafim sẽ gia nhập thương hiệu với tư cách là đại sứ toàn cầu.
Hoạt động đầu tiên của họ trong vai trò này là chiến dịch quảng bá cho bộ sưu tập túi capsule độc quyền tại thị trường Hàn Quốc, với bối cảnh hình ảnh là cầu Jamsugyo.
Tháng 4 năm 2024, cả năm thành viên đã diện trang phục thiết kế riêng của Nicolas Ghesquière (Louis Vuitton) cho màn trình diễn tại Coachella.
Ngày 3 tháng 6 năm 2024, Jim Beam ra mắt chiến dịch toàn cầu mang tên "Enjoy it, our way!" cùng Le Sserafim.
Đến tháng 8, nhóm được chọn làm người mẫu quảng cáo mới cho Mom’s Touch, thương hiệu gà rán số một tại Hàn Quốc.
Tháng 9, Sony công bố Le Sserafim là đại sứ toàn cầu của hãng, đồng thời nhóm cũng trở thành đại sứ toàn cầu cho Gelato Pique.
Cũng trong tháng đó, sau khi phát hành Crazy, Le Sserafim hợp tác với Make-A-Wish Foundation và Empire State Building để thắp sáng tòa nhà với màu "fearless blue".
Bắt đầu từ tháng 11, thương hiệu Nhật Bản Lumine đã lên kế hoạch cho chiến dịch Giáng sinh 2024 với Le Sserafim. Chiến dịch bao gồm ca khúc Star Signs (phát hành ngày 12/11), một chương trình rút thăm trúng thưởng sản phẩm, pop-up shop tại cửa hàng Lumine ở Shinjuku, các hình ảnh gốc do Yuni Yoshida đạo diễn, và nhiều nội dung khác.
Cuối tháng 11, Le Sserafim trở thành người mẫu quảng cáo chính thức cho Indeed, công cụ tìm kiếm việc làm số một tại Nhật Bản. Từ ngày 26/11, loạt quảng cáo truyền hình của Indeed với sự góp mặt của nhóm đã được phát sóng trên toàn quốc.
Tháng 3 năm 2025, Blizzard Entertainment thông báo sẽ hợp tác với Le Sserafim lần thứ hai để quảng bá cho Overwatch 2. Trong sự kiện lần này, trò chơi sẽ bổ sung các bộ trang phục mới cho D.Va, Illari, Ashe, Juno và Mercy.

### Hoạt động từ thiện
Tháng 3 năm 2025, Le Sserafim quyên góp 50 triệu KRW cho Hiệp hội Cứu trợ Thiên tai Quốc gia Hope Bridge nhằm hỗ trợ khắc phục hậu quả do cháy rừng tại các khu vực Ulsan, Gyeongbuk và Gyeongnam.

## Thành viên
- Chú thích: In đậm là trưởng nhóm, ngoài ra không có vị trí nào khác là chính thức.[91]

| Nghệ danh           | Nghệ danh | Nghệ danh        | Tên khai sinh   | Tên khai sinh   | Tên khai sinh    | Tên khai sinh | Tên khai sinh        | Ngày sinh         | FIM'S CLUB          | Nơi sinh                                    | Quốc tịch |
| Latinh              | Hangul    | Kana             | Latinh          | Hangul          | Kana             | Hanja         | Hán-Việt             | Ngày sinh         | FIM'S CLUB          | Nơi sinh                                    | Quốc tịch |
| Thành viên hiện tại |           |                  |                 |                 |                  |               |                      |                   |                     |                                             |           |
| Sakura              | 사쿠라    | さくら           | Miyawaki Sakura | 미야와키 사쿠라 | みやわき さくら  | 宮脇咲良      | Cung Hiếp Tiếu Lương | 19 tháng 3, 1998  | 사꾸꾸 (SAKKUKKU)   | Kagoshima, Nhật Bản                         | Nhật Bản  |
| Kim Chaewon         | 김채원    | キム・チェウォン | Kim Chae-won    | 김채원          | キム・チェウォン | 金采源        | Kim Thái Nguyên      | 1 tháng 8, 2000   | 김아치 (KIMACHI)    | Gangnam-gu, Seoul, Hàn Quốc                 | Hàn Quốc  |
| Huh Yunjin          | 허윤진    | ホ・ユンジン     | Huh Yun-jin     | 허윤진          | ホ・ユンジン     | 許允真        | Hứa Doãn Trân        | 8 tháng 10, 2001  | 흐리몽 (HEURIMONG)  | Gangnam-gu, Seoul, Hàn Quốc                 | Hoa Kỳ    |
| Huh Yunjin          | 허윤진    | ホ・ユンジン     | Jennifer Huh    | 제니퍼 허       | ジェニファー・ホ | 許允真        | Hứa Doãn Trân        | 8 tháng 10, 2001  | 흐리몽 (HEURIMONG)  | Gangnam-gu, Seoul, Hàn Quốc                 | Hoa Kỳ    |
| Kazuha              | 카즈하    | かずは           | Nakamura Kazuha | 나카무라 카즈하 | なかむら かずは  | 中村一葉      | Trung Thôn Nhất Diệp | 9 tháng 8, 2003   | 즈하롱 (ZUHARONG)   | Ōsaka, Nhật Bản                             | Nhật Bản  |
| Hong Eunchae        | 홍은채    | ホン・ウンチェ   | Hong Eun-chae   | 홍은채          | ホン・ウンチェ   | 洪恩採        | Hồng Ân Thái         | 10 tháng 11, 2006 | 홍삐삐 (HONGPPIPPI) | Seongsu-dong, Seongdong-gu, Seoul, Hàn Quốc | Hàn Quốc  |
| Cựu thành viên      |           |                  |                 |                 |                  |               |                      |                   |                     |                                             |           |
| Kim Garam           | 김가람    | キム・ガラム     | Kim Ga-ram      | 김가람          | キム・ガラム     | 金佳覽        | Kim Giai Lãm         | 16 tháng 11, 2005 | Không có            | Gaebong-dong, Guro-gu, Seoul, Hàn Quốc      | Hàn Quốc  |

## Tranh cãi

### Cáo buộc bạo lực học đường của Kim Ga-ram
Tháng 4 năm 2022, sau khi Kim Ga-ram được công bố là thành viên của Le Sserafim, cô bị cáo buộc là đã bắt nạt một số bạn cùng lớp và có những hành vi không phù hợp khi còn đi học. Những hình ảnh được cho là bằng chứng cho việc này, bao gồm ảnh có Kim Ga-ram xuất hiện, được lan truyền trên mạng Internet. Hybe phủ nhận các cáo buộc và cho biết cô là nạn nhân chứ không phải thủ phạm bạo lực học đường, đồng thời tuyên bố sẽ có hành động pháp lý với những người đã lan truyền tin đồn không đúng sự thật. Kim Ga-ram ra mắt công chúng với tư cách là thành viên của Le Sserafim vào ngày 2 tháng 5 năm 2022 đúng như kế hoạch.
Ngày 16 tháng 5 năm 2022, một trong những người được cho là nạn nhân của Ga-ram đăng tải ảnh chụp một văn bản chính thức của nhà trường cho thấy cô từng bị hội đồng chống bắt nạn của trường kỷ luật vì hành vi bắt nạt. Hybe tiếp tục khẳng định rằng cô không phải là thủ phạm.
Ngày 19 tháng 5 năm 2022, Yoo Eun-seo (bí danh) tuyên bố mình đã chịu chấn thương và tổn thương tâm lý và phải được điều trị tâm lý vì bị Kim Ga-ram bắt nạt. Công ty luật Daeryun, người đại diện của Eun-seo, cho biết cô ấy muốn nhận được lời xin lỗi từ Kim Ga-ram và yêu cầu Hybe xem lại lập trường của công ty về các cáo buộc đối với cô. Hybe cho biết công ty đã không đưa ra lời giải thích nào vì vụ việc có liên quan đến trẻ vị thành niên và công ty cần điều tra những lời tuyên bố của cả hai bên, đồng thời chỉ trích cách công ty luật Daeryun xử lý vụ việc và yêu cầu giới truyền thông không đưa tin một chiều về vụ việc. Một ngày sau, Le Sserafim huỷ bỏ màn biểu diễn của nhóm trên Music Bank và tạm hoãn một sự kiện ký tặng người hâm mộ trực tuyến. Hybe cũng công bố rằng Kim Ga-ram sẽ tạm ngừng hoạt động cùng nhóm và Le Sserafim sẽ tiếp tục quảng bá với đội hình 5 thành viên.
Ngày 20 tháng 7 năm 2022, Hybe ra thông báo chấm dứt hợp đồng độc quyền và Kim Ga-ram chính thức rời nhóm. Le Sserafim sẽ hoạt động với 5 thành viên.

## Danh sách đĩa nhạc

### Album phòng thu
| Tên        | Thông tin chi tiết                                                                                         | Vị trí cao nhất | Vị trí cao nhất | Vị trí cao nhất | Vị trí cao nhất | Vị trí cao nhất | Vị trí cao nhất | Vị trí cao nhất | Vị trí cao nhất | Vị trí cao nhất | Vị trí cao nhất | Doanh số                                     | Chứng nhận                 |
| Tên        | Thông tin chi tiết                                                                                         | KOR             | BEL (FL)        | CAN             | FRA             | GER             | JPN             | JPN Hot         | NZ              | US              | US World        | Doanh số                                     | Chứng nhận                 |
| ---------- | --- | --------------- | --------------- | --------------- | --------------- | --------------- | --------------- | --------------- | --------------- | --------------- | --------------- | -------------------------------------------- | -------------------------- |
| Unforgiven | - Phát hành: 1 tháng 5 năm 2023 - Hãng đĩa: Source Music, YG Plus - Định dạng: CD, kỹ thuật số, trực tuyến | 1               | 32              | 63              | 20              | 22              | 1               | 1               | 28              | 6               | 1               | - KOR: 1,571,548 - JPN: 117,092 - US: 38,500 | - KMCA: Triệu - RIAJ: Vàng |

### Đĩa mở rộng
| Tên                                                                                         | Thông tin chi tiết | Vị trí cao nhất | Vị trí cao nhất | Vị trí cao nhất | Vị trí cao nhất | Vị trí cao nhất | Vị trí cao nhất | Vị trí cao nhất | Vị trí cao nhất | Vị trí cao nhất | Vị trí cao nhất | Doanh số                                     | Chứng nhận                       |
| Tên                                                                                         | Thông tin chi tiết | KOR             | CAN             | FIN             | FRA             | GER             | JPN             | JPN Hot         | NZ              | US              | US World        | Doanh số                                     | Chứng nhận                       |
| ------------------------------------------------------------------------------------------- | --- | --------------- | --------------- | --------------- | --------------- | --------------- | --------------- | --------------- | --------------- | --------------- | --------------- | -------------------------------------------- | -------------------------------- |
| Fearless                                                                                    | - Phát hành: 2 tháng 5, 2022 - Hãng đĩa: Source Music, YG Plus - Định dạng: CD, kỹ thuật số, trực tuyến                   | 2               | —               | 27              | —               | —               | 3               | 1               | —               | —               | —               | - KOR: 570,995 - JPN: 45,994                 | - KMCA: 2× Bạch kim              |
| Antifragile                                                                                 | - Phát hành: 17 tháng 10, 2022 - Hãng đĩa: Source Music, YG Plus, Geffen Records - Định dạng: CD, kỹ thuật số, trực tuyến | 2               | —               | —               | 32              | 37              | 1               | 1               | —               | 14              | 1               | - KOR: 1,233,769 - JPN: 75,121 - US: 27,000  | - KMCA: Triệu                    |
| Easy                                                                                        | - Phát hành: 19 tháng 2, 2024 - Hãng đĩa: Source Music, YG Plus, Geffen Records - Định dạng: CD, kỹ thuật số, trực tuyến  | 1               | —               | —               | —               | 75              | 1               | 2               | 30              | 8               | 2               | - KOR: 1,185,248 - JPN: 140,366 - US: 57,500 | - KMCA: Triệu - RIAJ: Vàng       |
| Crazy                                                                                       | - Phát hành: 30 tháng 8, 2024 - Hãng đĩa: Source Music, YG Plus, Geffen Records - Định dạng: CD, kỹ thuật số, trực tuyến  | 2               | 81              | —               | 24              | 25              | 2               | 2               | 26              | 7               | 1               | - KOR: 825,191 - JPN: 113,366 - US: 57,000   | - KMCA: 3× Bạch kim - RIAJ: Gold |
| Hot                                                                                         | - Phát hành: 14 tháng 3, 2025 - Hãng đĩa: Source Music, YG Plus, Geffen Records - Định dạng: CD, kỹ thuật số, trực tuyến  | 1               | —               | —               | —               | —               | 2               | 6               | 27              | 9               | 1               | - KOR: 689,912 - JPN: 92,243 - US: 38,500    | - RIAJ: Vàng                     |
| "—" cho biết bài hát không lọt vào bảng xếp hạng hoặc không được phát hành tại khu vực này. | |                 |                 |                 |                 |                 |                 |                 |                 |                 |                 |                                              |                                  |

### Đĩa đơn
| Tên                                                                                         | Năm       | Thứ hạng cao nhất | Thứ hạng cao nhất | Thứ hạng cao nhất | Thứ hạng cao nhất | Thứ hạng cao nhất | Thứ hạng cao nhất | Thứ hạng cao nhất | Thứ hạng cao nhất | Thứ hạng cao nhất | Thứ hạng cao nhất | Doanh số             | Chứng nhận                 | Album                         |           |
| Tên                                                                                         | Năm       | KOR               | KOR Songs         | CAN               | JPN               | JPN Hot           | NZ Hot            | SGP               | US World          | VIE               | WW                | Doanh số             | Chứng nhận                 | Album                         |           |
| Tiếng Hàn                                                                                   | Tiếng Hàn | Tiếng Hàn         | Tiếng Hàn         | Tiếng Hàn         | Tiếng Hàn         | Tiếng Hàn         | Tiếng Hàn         | Tiếng Hàn         | Tiếng Hàn         | Tiếng Hàn         | Tiếng Hàn         | Tiếng Hàn            | Tiếng Hàn                  | Tiếng Hàn                     | Tiếng Hàn |
| ------------------------------------------------------------------------------------------- | --------- | ----------------- | ----------------- | ----------------- | ----------------- | ----------------- | ----------------- | ----------------- | ----------------- | ----------------- | ----------------- | -------------------- | -------------------------- | ----------------------------- | --------- |
| "Fearless"                                                                                  | 2022      | 9                 | 4                 | —                 | —                 | 9                 | 27                | 7                 | 12                | 36                | 69                | - NB: 6.415 (Dig.)   | - RIAJ: Vàng (St.)         | Fearless                      |           |
| "Antifragile"                                                                               | 2022      | 9                 | 4                 | —                 | —                 | 9                 | 27                | 7                 | 12                | 36                | 69                | - NB: 4.972 (Dig.)   | - RIAJ: Vàng (St.)         | Antifragile                   |           |
| Tiếng Nhật                                                                                  |           |                   |                   |                   |                   |                   |                   |                   |                   |                   |                   |                      |                            |                               |           |
| "Fearless (Japanese ver.)"                                                                  | 2023      | —                 | —                 | —                 | 1                 | 1                 | —                 | —                 | —                 | —                 | —                 | - NB: 273.870 (Phy.) | - RIAJ: 2x Bạch Kim (Phy.) | Đĩa đơn không nằm trong album |           |
| "—" cho biết bài hát không lọt vào bảng xếp hạng hoặc không được phát hành tại khu vực này. |           |                   |                   |                   |                   |                   |                   |                   |                   |                   |                   |                      |                            |                               |           |

### Nhạc phim
| Tên       | Năm  | Thứ hạng cao nhất | Album                         |
| Tên       | Năm  | KOR Down.         | Album                         |
| --------- | ---- | ----------------- | ----------------------------- |
| "Choices" | 2023 | 191               | "Fearless" (Japanese version) |

### Bài hát khác lọt vào bảng xếp hạng
| Tên                                                                                         | Năm  | Vị trí cao nhất | Vị trí cao nhất | Vị trí cao nhất | Vị trí cao nhất | Album       |
| Tên                                                                                         | Năm  | KOR             | KOR Songs       | NZ Hot          | SGP             | Album       |
| ------------------------------------------------------------------------------------------- | ---- | --------------- | --------------- | --------------- | --------------- | ----------- |
| "The World Is My Oyster"                                                                    | 2022 | —               | —               | —               | —               | Fearless    |
| "Blue Flame"                                                                                | 2022 | 193             | —               | —               | —               | Fearless    |
| "The Great Mermaid"                                                                         | 2022 | —               | —               | —               | —               | Fearless    |
| "Sour Grapes"                                                                               | 2022 | —               | —               | —               | —               | Fearless    |
| "The Hydra"                                                                                 | 2022 | —               | —               | —               | —               | Antifragile |
| "Impurities"                                                                                | 2022 | 140             | 24              | —               | —               | Antifragile |
| "No Celestial"                                                                              | 2022 | 149             | —               | —               | —               | Antifragile |
| "Good Parts (When the Quality Is Bad but I Am)"                                             | 2022 | 154             | —               | —               | —               | Antifragile |
| "Burn the Bridge"                                                                           | 2023 | —               | —               | —               | —               | Unforgiven  |
| "Fearless" (2023 version)                                                                   | 2023 | 181             | —               | —               | —               | Unforgiven  |
| "Blue Flame" (2023 version)                                                                 | 2023 | 199             | —               | —               | —               | Unforgiven  |
| "No-Return (Into the Unknown)"                                                              | 2023 | 98              | —               | —               | —               | Unforgiven  |
| "Fearnot (Between You, Me and the Lamppost)" (피어나)                                       | 2023 | 130             | —               | —               | —               | Unforgiven  |
| "Flash Forward"                                                                             | 2023 | 148             | —               | —               | —               | Unforgiven  |
| "Fire in the Belly"                                                                         | 2023 | 167             | —               | —               | —               | Unforgiven  |
| "Good Bones"                                                                                | 2024 | 127             | —               | —               | —               | Easy        |
| "Swan Song"                                                                                 | 2024 | 78              | —               | 25              | —               | Easy        |
| "We Got So Much"                                                                            | 2024 | 113             | —               | 35              | —               | Easy        |
| "Chasing Lightning"                                                                         | 2024 | —               | —               | —               | —               | Crazy       |
| "Pierrot"                                                                                   | 2024 | —               | —               | 16              | —               | Crazy       |
| "1-800-Hot-N-Fun"                                                                           | 2024 | —               | —               | 8               | 26              | Crazy       |
| "Crazier" (미치지 못하는 이유)                                                              | 2024 | —               | —               | 34              | —               | Crazy       |
| "—" cho biết bài hát không lọt vào bảng xếp hạng hoặc không được phát hành tại khu vực này. |      |                 |                 |                 |                 |             |

## Danh sách video

### Video âm nhạc
| Tên                                  | Năm  | Đạo diễn                 | Tham khảo |
| ------------------------------------ | ---- | ------------------------ | --------- |
| "Fearless"                           | 2022 | Guzza (Kudo)             | [ 168 ]   |
| "Antifragile"                        | 2022 | Soonsik Yang             | [ 169 ]   |
| "Impurities"                         | 2022 | Jihye Yoon (Lumpens)     | [ 170 ]   |
| "Fearless" (Japanese ver.)           | 2023 | Soonsik Yang             | [ 171 ]   |
| "Unforgiven"                         | 2023 | Soonsik Yang             | [ 172 ]   |
| "Eve, Psyche & The Bluebeard's wife" | 2023 | Jihye Yoon (Lumpens)     | [ 173 ]   |
| "Unforgiven" (Japanese ver.)         | 2023 | Soonsik Yang             | [ 174 ]   |
| "Perfect Night"                      | 2023 | Woogie Kim               | [ 175 ]   |
| "Easy"                               | 2024 | Nina McNeely             | [ 176 ]   |
| "Smart"                              | 2024 | Yong Seok Choi (Lumpens) | [ 177 ]   |
| "Crazy"                              | 2024 | Yunah Sheep              | [ 178 ]   |
| "Crazy" (English ver.)               | 2024 | Guzza (Kudo)             | [ 179 ]   |
| "Crazy" (Japanese ver.)              | 2024 | Jaeyeob Bang             | [ 180 ]   |
| "Hot"                                | 2025 | Yunah Sheep              | [ 181 ]   |
| "Come Over"                          | 2025 | Jeon Moonyong (Backroom) | [ 182 ]   |

### Video khác
| Tên                                         | Năm  | Đạo diễn                              | Tham khảo |
| ------------------------------------------- | ---- | ------------------------------------- | --------- |
| "Fearless Trailer 'The World Is My Oyster'" | 2022 | Soonsik Yang                          | [ 183 ]   |
| "Antifragile Trailer 'The Hydra'"           | 2022 | NDVisual                              | [ 184 ]   |
| "Unforgiven Trailer 'Burn the Bridge'"      | 2023 | Woogie Kim                            | [ 185 ]   |
| "Easy Trailer 'Good Bones'"                 | 2024 | Kwanggoeng Yu                         | [ 186 ]   |
| "Crazy Trailer 'Chasing Lightning'"         | 2024 | Boseung Kim, Jaedon Lee (Studio Bone) | [ 187 ]   |
| "Hot Trailer 'Born Fire'"                   | 2025 | Yunah Sheep                           | [ 188 ]   |

## Danh sách phim và chương trình

### Chương trình chiếu mạng
| Năm      | Tên                                  | Chú thích | Tham khảo       |
| -------- | ------------------------------------ | --- | --------------- |
| 2022-nay | Le Play                              | Những cảnh quay ngắn về hoạt động của các thành viên | [ 189 ]         |
| 2022-nay | Episode                              | Hậu trường về hoạt động của các thành viên | [ 190 ]         |
| 2022-nay | Fim-Log                              | Vlog cá nhân của các thành viên | [ 191 ] [ 192 ] |
| 2022-nay | Leniverse                            | Chương trình thực tế hàng tuần | [ 193 ] [ 194 ] |
| 2022     | LE SSERAFIM – The World Is My Oyster | Chương trình tài liệu về quá trình thành lập nhóm và trước khi ra mắt                                                                                        | [ 195 ]         |
| 2022     | Day Off                              | Chương trình thực tế | [ 196 ]         |
| 2022     | Day Off 2 in Jeju                    | Chương trình thực tế | [ 197 ]         |
| 2023     | Day Off 3 VACANCE                    | Chương trình thực tế | [ 198 ]         |
| 2024     | Day Off 4 in Japan                   | Chương trình thực tế | [ 199 ]         |
| 2024     | LE SSERAFIM - Make It Look Easy      | Chương trình tài liệu về hành trình của nhóm trong thời gian diễn ra chuyến lưu diễn 'FLAME RISES' và Lễ hội âm nhạc và nghệ thuật Thung lũng Coachella 2024 | [ 200 ] [ 201 ] |

## Chuyến lưu diễn và  buổi hòa nhạc

### LE SSERAFIM TOUR 'FLAME RISES'
| Ngày (2023) | Địa điểm                     | Thành phố | Quốc gia  | Người tham dự   | Doanh thu  |
| ----------- | ---------------------------- | --------- | --------- | --------------- | ---------- |
| 12 tháng 8  | Jamsil Indoor Stadium        | Seoul     | Hàn Quốc  | 10,503 / 10,503 | $1,169,029 |
| 13 tháng 8  | Jamsil Indoor Stadium        | Seoul     | Hàn Quốc  | 10,503 / 10,503 | $1,169,029 |
| 23 tháng 8  | Nippon Gaishi Hall           | Nagoya    | Nhật Bản  | 17,010 / 17,010 | $1,634,569 |
| 24 tháng 8  | Nippon Gaishi Hall           | Nagoya    | Nhật Bản  | 17,010 / 17,010 | $1,634,569 |
| 30 tháng 8  | Sân vận động Quốc gia Yoyogi | Tokyo     | Nhật Bản  | 24,348 / 24,348 | $2,265,468 |
| 31 tháng 8  | Sân vận động Quốc gia Yoyogi | Tokyo     | Nhật Bản  | 24,348 / 24,348 | $2,265,468 |
| 6 tháng 9   | Hội trường Osaka-jō          | Osaka     | Nhật Bản  | 20,056 / 20,056 | $1,881,733 |
| 7 tháng 9   | Hội trường Osaka-jō          | Osaka     | Nhật Bản  | 20,056 / 20,056 | $1,881,733 |
| 30 tháng 9  | AsiaWorld-Expo               | Hồng Kông | Hồng Kông | 11,200 / 11,200 | $1,783,991 |
| 3 tháng 10  | Jiexpo Kemayoran             | Jakarta   | Indonesia | 2,625 / 3.767   | $394,748   |
| Tổng        | Tổng                         | Tổng      | Tổng      | 85,742 / 86,884 | $7,900,000 |

| Buổi biểu diễn đã hủy bỏ | Buổi biểu diễn đã hủy bỏ  | Buổi biểu diễn đã hủy bỏ | Buổi biểu diễn đã hủy bỏ | Buổi biểu diễn đã hủy bỏ                    | Buổi biểu diễn đã hủy bỏ |
| Ngày (2023)              | Địa điểm                  | Thành phố                | Quốc gia                 | Lý do                                       | Tham khảo                |
| ------------------------ | ------------------------- | ------------------------ | ------------------------ | ------------------------------------------- | ------------------------ |
| 7 tháng 10               | Impact, Muang Thong Thani | Băng Cốc                 | Thái Lan                 | Hủy bỏ vì lý do sức khỏe của các thành viên | [ 203 ]                  |
| 8 tháng 10               | Impact, Muang Thong Thani | Băng Cốc                 | Thái Lan                 | Hủy bỏ vì lý do sức khỏe của các thành viên | [ 203 ]                  |

### LE SSERAFIM TOUR 'EASY CRAZY HOT'
| Ngày (2025) | Địa điểm                                       | Thành phố  | Quốc gia    | Người tham dự |
| ----------- | ---------------------------------------------- | ---------- | ----------- | ------------- |
| 19 tháng 4  | Inspire Arena                                  | Incheon    | Hàn Quốc    | —             |
| 20 tháng 4  | Inspire Arena                                  | Incheon    | Hàn Quốc    | —             |
| 6 tháng 5   | Nagoya International Exhibition Hall           | Nagoya     | Nhật Bản    | —             |
| 7 tháng 5   | Nagoya International Exhibition Hall           | Nagoya     | Nhật Bản    | —             |
| 13 tháng 5  | Hội trường Osaka-jō                            | Osaka      | Nhật Bản    | —             |
| 14 tháng 5  | Hội trường Osaka-jō                            | Osaka      | Nhật Bản    | —             |
| 7 tháng 6   | West Japan General Exhibition Center Annex     | Kitakyushu | Nhật Bản    | —             |
| 8 tháng 6   | West Japan General Exhibition Center Annex     | Kitakyushu | Nhật Bản    | —             |
| 12 tháng 6  | Saitama Super Arena                            | Saitama    | Nhật Bản    | —             |
| 14 tháng 6  | Saitama Super Arena                            | Saitama    | Nhật Bản    | —             |
| 15 tháng 6  | Saitama Super Arena                            | Saitama    | Nhật Bản    | —             |
| 19 tháng 7  | Nhà thi đấu Đại học Thể thao Quốc gia Đài Loan | Đài Bắc    | Đài Loan    | —             |
| 25 tháng 7  | AsiaWorld–Arena                                | Hồng Kông  | Trung Quốc  | —             |
| 2 tháng 8   | SM Mall of Asia Arena                          | Manila     | Philippines | —             |
| 9 tháng 8   | Thunder Dome                                   | Băng Cốc   | Thái Lan    | —             |
| 10 tháng 8  | Thunder Dome                                   | Băng Cốc   | Thái Lan    | —             |
| 16 tháng 8  | Sân vận động trong nhà Singapore               | Singapore  | Singapore   | —             |
| Tổng        | Tổng                                           | Tổng       | Tổng        | N/A           |

## Giải thưởng và đề cử

### Lễ trao giải
| Lễ trao giải                | Năm  | Hạng mục                                            | Đề cử cho                             | Kết quả      | Tham khảo       |
| --------------------------- | ---- | --------------------------------------------------- | ------------------------------------- | ------------ | --------------- |
| Asia Artist Awards          | 2022 | Best Musician Award                                 | Le Sserafim                           | Đoạt giải    | [ 206 ]         |
| Asia Artist Awards          | 2022 | Rookie of the Year – Music                          | Le Sserafim                           | Đoạt giải    | [ 206 ]         |
| Asia Artist Awards          | 2022 | DCM Popularity Award – Female Singer                | Le Sserafim                           | Đề cử        | [ 207 ]         |
| Asia Artist Awards          | 2022 | Idolplus Popularity Award – Music                   | Le Sserafim                           | Đề cử        | [ 208 ]         |
| Asia Artist Awards          | 2023 | Popularity Award – Singer (Female)                  | Le Sserafim                           | Đề cử        | [ 209 ]         |
| Asia Artist Awards          | 2024 | Best Artist Award – Music                           | Le Sserafim                           | Đoạt giải    | [ 210 ]         |
| Asia Artist Awards          | 2024 | Best Music Video                                    | "Crazy"                               | Đoạt giải    | [ 210 ]         |
| Asia Artist Awards          | 2024 | Performance of the Year (Daesang)                   | Le Sserafim                           | Đoạt giải    | [ 210 ]         |
| Asian Pop Music Awards      | 2023 | Top 20 Songs of the Year (Overseas)                 | "Unforgiven" (featuring Nile Rodgers) | Đoạt giải    | [ 211 ]         |
| Asian Pop Music Awards      | 2023 | Record of the Year (Overseas)                       | "Unforgiven" (featuring Nile Rodgers) | Đề cử        | [ 212 ]         |
| Asian Pop Music Awards      | 2024 | Record of the Year (Overseas)                       | "Easy"                                | Đoạt giải    | [ 213 ]         |
| Asian Pop Music Awards      | 2024 | Top 20 Songs of the Year (Overseas)                 | "Easy"                                | Đoạt giải    | [ 213 ]         |
| Billboard Music Awards      | 2024 | Top Global K-Pop Song                               | "Perfect Night"                       | Đề cử        | [ 214 ]         |
| Circle Chart Music Awards   | 2023 | Artist of the Year – Global Digital Music (May)     | "Fearless"                            | Đoạt giải    | [ 215 ]         |
| Circle Chart Music Awards   | 2023 | Artist of the Year – Global Digital Music (October) | "Antifragile"                         | Đoạt giải    | [ 216 ]         |
| Circle Chart Music Awards   | 2023 | New Artist of the Year – Digital                    | "Fearless"                            | Đề cử        | [ 217 ]         |
| Circle Chart Music Awards   | 2023 | New Artist of the Year – Physical                   | Antifragile                           | Đề cử        | [ 217 ]         |
| Circle Chart Music Awards   | 2024 | Artist of the Year – Digital                        | "Unforgiven" (featuring Nile Rodgers) | Đoạt giải    | [ 218 ]         |
| Circle Chart Music Awards   | 2024 | Artist of the Year – Streaming Unique Listeners     | "Unforgiven" (featuring Nile Rodgers) | Đoạt giải    | [ 218 ]         |
| Circle Chart Music Awards   | 2024 | Artist of the Year – Global Streaming               | "Unforgiven" (featuring Nile Rodgers) | Đề cử        | [ 219 ]         |
| Circle Chart Music Awards   | 2024 | Mubeat Global Choice Award – Female                 | Le Sserafim                           | Đề cử        | [ 220 ]         |
| The Fact Music Awards       | 2022 | Next Leader Award                                   | Le Sserafim                           | Đoạt giải    | [ 221 ]         |
| The Fact Music Awards       | 2022 | Fan N Star Choice Award (Artist)                    | Le Sserafim                           | Đề cử        | [ 222 ]         |
| The Fact Music Awards       | 2022 | Four Star Awards                                    | Le Sserafim                           | Đề cử        | [ 223 ]         |
| The Fact Music Awards       | 2022 | Idolplus Popularity Award                           | Le Sserafim                           | Đề cử        | [ 224 ]         |
| The Fact Music Awards       | 2023 | Best Music – Summer                                 | "Unforgiven" (featuring Nile Rodgers) | Đề cử        | [ 225 ]         |
| The Fact Music Awards       | 2023 | Idolplus Popularity Award                           | Le Sserafim                           | Đề cử        | [ 226 ]         |
| Genie Music Awards          | 2022 | Best Female Rookie Award                            | Le Sserafim                           | Đề cử        | [ 227 ]         |
| Golden Disc Awards          | 2023 | Rookie Artist of the Year                           | Le Sserafim                           | Đoạt giải    | [ 228 ]         |
| Golden Disc Awards          | 2023 | Best Digital Song (Bonsang)                         | "Fearless"                            | Đề cử        | [ 229 ]         |
| Golden Disc Awards          | 2024 | Best Album (Bonsang)                                | Unforgiven                            | Đoạt giải    | [ 230 ]         |
| Golden Disc Awards          | 2024 | Best Digital Song (Bonsang)                         | "Unforgiven" (featuring Nile Rodgers) | Đoạt giải    | [ 230 ]         |
| Golden Disc Awards          | 2024 | Album of the Year (Daesang)                         | Unforgiven                            | Đề cử        | [ 230 ]         |
| Golden Disc Awards          | 2024 | Song of the Year (Daesang)                          | "Unforgiven" (featuring Nile Rodgers) | Đề cử        | [ 230 ]         |
| Golden Disc Awards          | 2024 | Most Popular Artist (Female)                        | Le Sserafim                           | Đề cử        | [ 231 ]         |
| Golden Disc Awards          | 2025 | Best Digital Song (Bonsang)                         | "Easy"                                | Đề cử        | [ 232 ]         |
| Golden Disc Awards          | 2025 | Best Group                                          | Le Sserafim                           | Đoạt giải    | [ 233 ] [ 234 ] |
| Golden Disc Awards          | 2025 | Most Popular Artist – Female                        | Le Sserafim                           | Đoạt giải    | [ 233 ] [ 234 ] |
| Hanteo Music Awards         | 2024 | Artist of the Year (Bonsang)                        | Le Sserafim                           | Đoạt giải    | [ 235 ]         |
| iHeartRadio Music Awards    | 2025 | Favorite K-pop Dance Challenge                      | "Smart "                              | Đề cử        | [ 236 ]         |
| Japan Record Awards         | 2024 | Special International Music Award                   | Le Sserafim                           | Đoạt giải    | [ 237 ]         |
| K-Global Heart Dream Awards | 2022 | K-Global Best Music Video Award                     | Le Sserafim                           | Đoạt giải    | [ 238 ]         |
| K-Global Heart Dream Awards | 2022 | K-Global Super Rookie Award                         | Le Sserafim                           | Đoạt giải    | [ 238 ]         |
| K-Global Heart Dream Awards | 2023 | K Global Best Music Award                           | Le Sserafim                           | Đoạt giải    | [ 239 ]         |
| Korea First Brand Awards    | 2023 | Best Rookie Idol (Female)                           | Le Sserafim                           | Đoạt giải    | [ 240 ]         |
| Korean Music Awards         | 2023 | Rookie of the Year                                  | Le Sserafim                           | Đề cử        | [ 241 ]         |
| Korean Music Awards         | 2023 | Best K-Pop Song                                     | "Antifragile"                         | Đề cử        | [ 241 ]         |
| Korean Music Awards         | 2023 | Best K-Pop Album                                    | Antifragile                           | Đề cử        | [ 241 ]         |
| MAMA Awards                 | 2022 | Favorite New Artist                                 | Le Sserafim                           | Đoạt giải    | [ 242 ]         |
| MAMA Awards                 | 2022 | Artist of the Year                                  | Le Sserafim                           | Đề cử        | [ 243 ]         |
| MAMA Awards                 | 2022 | Best Dance Performance Female Group                 | "Fearless"                            | Đề cử        | [ 243 ]         |
| MAMA Awards                 | 2022 | Best New Female Artist                              | Le Sserafim                           | Đề cử        | [ 243 ]         |
| MAMA Awards                 | 2022 | Song of the Year                                    | "Fearless"                            | Đề cử        | [ 243 ]         |
| MAMA Awards                 | 2022 | Worldwide Fans' Choice Top 10                       | Le Sserafim                           | Đề cử        | [ 243 ]         |
| MAMA Awards                 | 2023 | Favorite Dance Performance - Female Group           | Le Sserafim                           | Đoạt giải    | [ 244 ]         |
| MAMA Awards                 | 2023 | Album of the Year                                   | Unforgiven                            | Đề cử        | [ 138 ]         |
| MAMA Awards                 | 2023 | Artist of the Year                                  | Le Sserafim                           | Đề cử        | [ 138 ]         |
| MAMA Awards                 | 2023 | Best Dance Performance Female Group                 | "Unforgiven" (featuring Nile Rodgers) | Đề cử        | [ 138 ]         |
| MAMA Awards                 | 2023 | Best Female Group                                   | Le Sserafim                           | Đề cử        | [ 138 ]         |
| MAMA Awards                 | 2023 | Song of the Year                                    | "Unforgiven" (featuring Nile Rodgers) | Đề cử        | [ 138 ]         |
| MAMA Awards                 | 2023 | Worldwide Fans' Choice Top 10                       | Le Sserafim                           | Đề cử        | [ 138 ]         |
| MAMA Awards                 | 2024 | Album of the Year                                   | Easy                                  | Đề cử        | [ 245 ]         |
| MAMA Awards                 | 2024 | Artist of the Year                                  | Le Sserafim                           | Đề cử        | [ 245 ]         |
| MAMA Awards                 | 2024 | Best Choreography                                   | "Crazy"                               | Đề cử        | [ 245 ]         |
| MAMA Awards                 | 2024 | Best Female Group                                   | Le Sserafim                           | Đề cử        | [ 245 ]         |
| MAMA Awards                 | 2024 | Best Dance Performance – Female Group               | "Easy"                                | Đề cử        | [ 245 ]         |
| MAMA Awards                 | 2024 | Song of the Year                                    | "Crazy" và "Easy"                     | Đề cử        | [ 245 ]         |
| MAMA Awards                 | 2024 | Worldwide Fans' Choice Top 10                       | Le Sserafim                           | Đề cử        | [ 245 ]         |
| Melon Music Awards          | 2022 | Best Performance – Female                           | Le Sserafim                           | Đoạt giải    | [ 246 ]         |
| Melon Music Awards          | 2022 | Hot Trend Award                                     | Le Sserafim                           | Đoạt giải    | [ 246 ]         |
| Melon Music Awards          | 2022 | Artist of the Year                                  | Le Sserafim                           | Đề cử        | [ 247 ]         |
| Melon Music Awards          | 2022 | Best New Artist                                     | Le Sserafim                           | Đề cử        | [ 247 ]         |
| Melon Music Awards          | 2022 | Netizen Popularity Award                            | Le Sserafim                           | Đề cử        | [ 247 ]         |
| Melon Music Awards          | 2022 | Top 10 Artist Award                                 | Le Sserafim                           | Đề cử        | [ 247 ]         |
| Melon Music Awards          | 2023 | Millions Top 10 Artist                              | Unforgiven                            | Đoạt giải    | [ 248 ]         |
| Melon Music Awards          | 2023 | Top 10 Artist Award                                 | Le Sserafim                           | Đoạt giải    | [ 248 ]         |
| Melon Music Awards          | 2023 | Album of the Year                                   | Unforgiven                            | Đề cử        | [ 249 ]         |
| Melon Music Awards          | 2023 | Artist of the Year                                  | Le Sserafim                           | Đề cử        | [ 249 ]         |
| Melon Music Awards          | 2023 | Best Female Group                                   | Le Sserafim                           | Đề cử        | [ 249 ]         |
| Melon Music Awards          | 2023 | Favorite Star Award                                 | Le Sserafim                           | Đề cử        | [ 249 ]         |
| Melon Music Awards          | 2023 | Song of the Year                                    | "Unforgiven" (featuring Nile Rodgers) | Đề cử        | [ 249 ]         |
| Melon Music Awards          | 2024 | Album of the Year                                   | Easy                                  | Đề cử        | [ 250 ]         |
| Melon Music Awards          | 2024 | Best Female Group                                   | Le Sserafim                           | Đề cử        | [ 250 ]         |
| Melon Music Awards          | 2024 | Top 10 Artist                                       | Le Sserafim                           | Đề cử        | [ 250 ]         |
| MTV Europe Music Awards     | 2024 | Best Push                                           | Le Sserafim                           | Đoạt giải    | [ 251 ]         |
| MTV Europe Music Awards     | 2024 | Best K-Pop                                          | Le Sserafim                           | Đề cử        | [ 252 ]         |
| MTV Europe Music Awards     | 2024 | Best New                                            | Le Sserafim                           | Đề cử        | [ 252 ]         |
| MTV Video Music Awards      | 2024 | Push Performance of the Year                        | "Easy"                                | Đoạt giải    | [ 253 ]         |
| Music Awards Japan          | 2025 | Best K-pop Song in Japan                            | "Perfect Night"                       | Chưa công bố | [ 254 ]         |
| Music Awards Japan          | 2025 | Best of Listeners' Choice: International Song       | "Perfect Night"                       | Chưa công bố | [ 254 ]         |
| Music Awards Japan          | 2025 | Best of Listeners' Choice: International Song       | "Crazy"                               | Chưa công bố | [ 254 ]         |
| Seoul Music Awards          | 2023 | Rookie of the Year                                  | Le Sserafim                           | Đoạt giải    | [ 255 ]         |
| Seoul Music Awards          | 2023 | Popularity Award                                    | Le Sserafim                           | Đề cử        | [ 256 ]         |
| Seoul Music Awards          | 2023 | Hallyu Special Award                                | Le Sserafim                           | Đề cử        | [ 256 ]         |
| Seoul Music Awards          | 2024 | Main Award (Bonsang)                                | Le Sserafim                           | Đề cử        | [ 257 ]         |
| Seoul Music Awards          | 2024 | Popularity Award                                    | Le Sserafim                           | Đề cử        | [ 257 ]         |
| Seoul Music Awards          | 2024 | Hallyu Special Award                                | Le Sserafim                           | Đề cử        | [ 257 ]         |

## Chương trình âm nhạc

### The Show
| Năm  | Ngày       | Bài hát      | Điểm |
| ---- | ---------- | ------------ | ---- |
| 2022 | 10 tháng 5 | "FEARLESS"   | 8456 |
| 2022 | 17 tháng 5 | "FEARLESS"   | 9670 |
| 2023 | 9 tháng 5  | "UNFORGIVEN" | 9340 |

### Show Champion
| Năm  | Ngày       | Bài hát      | Điểm |
| ---- | ---------- | ------------ | ---- |
| 2022 | 1 tháng 6  | "FEARLESS"   | 5127 |
| 2023 | 10 tháng 5 | "UNFORGIVEN" | 7521 |
| 2024 | 28 tháng 2 | "EASY"       | 4261 |
| 2024 | 11 tháng 9 | "CRAZY"      | 4777 |

### M Countdown
| Năm  | Ngày       | Bài hát      | Điểm |
| ---- | ---------- | ------------ | ---- |
| 2023 | 11 tháng 5 | "UNFORGIVEN" | 8575 |
| 2024 | 29 tháng 2 | "EASY"       | 9428 |
| 2024 | 7 tháng 3  | "EASY"       | 8502 |
| 2024 | 14 tháng 3 | "EASY"       | 7900 |
| 2024 | 12 tháng 9 | "CRAZY"      | 7694 |
| 2024 | 19 tháng 9 | "CRAZY"      | _    |
| 2024 | 26 tháng 9 | "CRAZY"      | 6608 |

### Music Bank
| Năm  | Ngày        | Bài hát       | Điểm  |
| ---- | ----------- | ------------- | ----- |
| 2022 | 13 tháng 5  | "FEARLESS"    | 7881  |
| 2022 | 4 tháng 11  | "ANTIFRAGILE" | 8786  |
| 2022 | 11 tháng 11 | "ANTIFRAGILE" | 6137  |
| 2023 | 12 tháng 5  | "UNFORGIVEN"  | 13498 |
| 2024 | 1 tháng 3   | "EASY"        | 9874  |
| 2024 | 15 tháng 3  | "EASY"        | 4492  |
| 2025 | 21 tháng 3  | "HOT"         | 9917  |

### Show! Music Core
| Năm  | Ngày        | Bài hát         | Điểm |
| ---- | ----------- | --------------- | ---- |
| 2022 | 3 tháng 12  | "ANTIFRAGILE"   | 6384 |
| 2022 | 10 tháng 12 | "ANTIFRAGILE"   | 6017 |
| 2022 | 17 tháng 12 | "ANTIFRAGILE"   | 6396 |
| 2023 | 13 tháng 5  | "UNFORGIVEN"    | 7172 |
| 2023 | 9 tháng 12  | "Perfect Night" | 6034 |
| 2023 | 16 tháng 12 | "Perfect Night" | 6863 |
| 2024 | 2 tháng 3   | "EASY"          | 6859 |
| 2025 | 10 tháng 5  | "HOT"           | 6546 |

### Inkigayo
| Năm  | Ngày       | Bài hát                              | Điểm |
| ---- | ---------- | ------------------------------------ | ---- |
| 2023 | 14 tháng 5 | "UNFORGIVEN"                         | 8466 |
| 2023 | 16 tháng 7 | "Eve, Psyche & The Bluebeard's wife" | 6463 |
| 2024 | 3 tháng 3  | "EASY"                               | 7400 |
| 2024 | 10 tháng 3 | "EASY"                               | 7148 |
| 2025 | 6 tháng 4  | "HOT"                                | 5411 |
| 2025 | 20 tháng 4 | "HOT"                                | 4556 |